# T. R. M. Howard
Pour les articles homonymes, voir Howard.
Theodore Roosevelt Mason « T. R. M. » Howard, né le 4 mars 1908 à Murray dans le Kentucky et mort le 1er mai 1976 à Chicago dans l’Illinois, est un chirurgien, entrepreneur et militant américain, impliqué dans le mouvement américain des droits civiques,.
Il est l'un des mentors de militants comme Medgar Evers, Charles Evers, Fannie Lou Hamer, Amzie Moore (en), Aaron Henry et Jesse Jackson.
Il fonde la principale organisation de défense des droits civiques du Mississippi dans les années 1950, le Regional Council of Negro Leadership (RCNL) et joue un rôle rôle important dans l'enquête sur le meurtre d'Emmett Till.
Il est également président de la National Medical Association (en) (NMA), et du conseil d'administration de la National Negro Business League (en).